# Pablo F. Fenjves
Pablo F. Fenjves (* 16. August 1953 in Caracas, Venezuela) ist ein US-amerikanischer Ghostwriter und Drehbuchautor.

## Leben
Pablo F. Fenjves wurde als Sohn zweier ungarischer Juden, die den Holocaust überlebten, in Caracas geboren. Er studierte auf einem College in Illinois und wurde anschließend Journalist in Kanada. Während einer Anstellung beim National Enquirer in Florida lernte er die Publizistin Judith Regan kennen, für die er spätere mehrere Romane als Ghostwriter schrieb. Er schrieb unter anderem die Memoiren von Bernie Mac und Janice Dickinson. 1986 zog er nach Santa Monica und 1993 nach Brentwood. Er wohnte am 875 South Bundy Drive, direkt neben dem Haus von Nicole Brown Simpson. Am 12. Juni 1994, als sie und ihr Bekannter Ron Goldman ermordet wurden, war er einer der ersten Nachbarn am Tatort. Später wurde er beim Prozess gegen O. J. Simpson als Zeuge vorgeladen. Laut eigener Aussage und trotz Dementis Simpsons soll er auch als Ghostwriter dessen Buch If I Did It geschrieben haben.

## Werke
- How I Broke into Hollywood: Success Stories from the Trenches
- A Million Little Lies
- HITMAN: The Memoir of Legendary Music Producer David Foster
- If I Did It

## Filmografie (Auswahl)
- 1993: Ein Fall für den Mörder (A Case for Murder)
- 1994: Bittersüße Vergeltung (Bitter Vengeance)
- 1995: Schrecken der Vergangenheit (Out of Annie's Past)
- 1995: Wenn der schwarze Mann dich holt (When the Dark Man Calls)
- 1997: Die Rache des Killers (Bloodhounds)
- 2006: Mord ohne Auftrag – Jeder muss bezahlen (Murder on Spec)
- 2012: Ein riskanter Plan (Man on a Ledge)
- 2025: Tin Soldier